# 圣伊巴尔
圣伊巴尔（法語：Saint-Ybard，法語發音：[sɛ̃.t‿ibaʁ]）是法国科雷兹省的一个市镇，位于该省西北部，属于蒂勒区。

## 地理
圣伊巴尔（45°26'53"N, 1°31'18"E）面积30.05 平方千米，位于法国新阿基坦大区科雷兹省，该省份为法国中南部省份，北起上维埃纳省和克勒兹省，西接多爾多涅省，南至洛特省，东临多姆山省和康塔爾省。
与圣伊巴尔接壤的市镇（或旧市镇、城区）包括：伯奈、加纳韦河畔孔达、萨隆拉图尔、于泽什、维茹瓦。

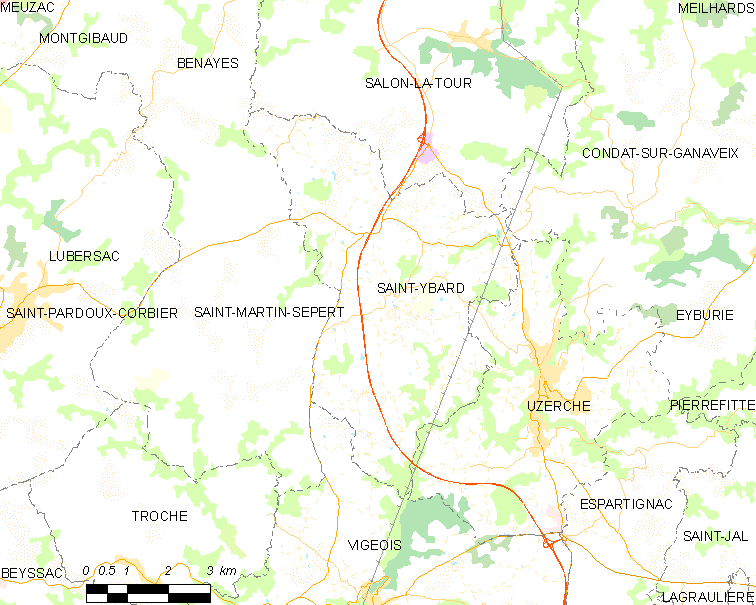
圣伊巴尔的OSM定位图

圣伊巴尔的时区为UTC+01:00、UTC+02:00（夏令时）。

## 行政
圣伊巴尔的邮政编码为19140，INSEE市镇编码为19248。

## 政治
圣伊巴尔所属的省级选区为于泽什县。

## 人口

1962-2008年间圣伊巴尔人口变化图示

圣伊巴尔于2022年1月1日时的人口数量为717人。